# Karisa
Karisa (lat. Carissa), biljni rod vazdazelenih grmova i manjeg drveća iz porodice zimzelenovki (Apocynaceae). Postoji najmanje devet priznatih vrsta u tropskoj i suptropskoj Aziji i Africi, te u Australiji. Nekoliko endema ograničeno je na Madagaskar i Andamanske otoke. Najraširenija vrsta je do tri metra visoki grm C. spinarum
Rod je opisan 1767.

## Vrste
1. Carissa andamanensis L.J.Singh & Murugan
2. Carissa bispinosa (L.) Desf. ex Brenan
3. Carissa boiviniana (Baill.) Leeuwenb.
4. Carissa carandas L.
5. Carissa haematocarpa (Eckl.) A.DC.
6. Carissa macrocarpa (Eckl.) A.DC.
7. Carissa pichoniana Leeuwenb.
8. Carissa spinarum L.
9. Carissa tetramera (Sacleux) Stapf